# Jónosuke Natori

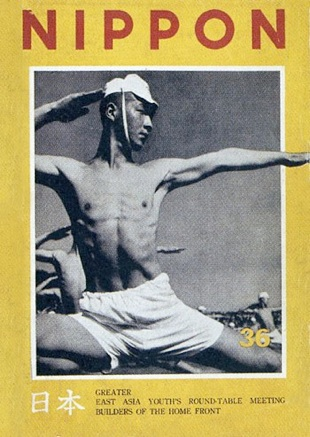
Časopis NIPPON, který vydávala fotografická agentura Nippon-Kobo

Jónosuke Natori (名取 洋之助, Natori Jónosuke, 3. září 1910 Tokio – 23. listopadu 1962, tamtéž) byl japonský fotograf a editor.

## Životopis
Natori se narodil 3. září 1910 v Tokiu a studoval na klasické škole Keio, ale po maturitě odešel se svou matkou do Mnichova, kde studoval na škole umění a řemesel. V roce 1930 se v Německu oženil s Ernou Mecklenburgovou, řemeslnou návrhářkou, se kterou spolupracoval po celou svou kariéru. Začal se zajímat o fotografii a v roce 1931 získal fotoaparát Leica.
Poté, co prodal místním novinám fotografii své manželky Erny dokumentující následky vypálení mnichovského městského muzea, dostal v roce 1931 smlouvu na práci fotografa pro nakladatelství Ullstein, které ho v roce 1933 poslal do Mandžuska, aby informoval o incidentu v Mukdenu. Hned po ukončení nepřátelských akcí se Natori vydal do Japonska a s kolegy jako byli například Ihei Kimura, Hiromu Hara, Sózó Okada a Nobuo Ina založil první fotografickou agenturu Nihon Kóbó (Nippon-Kobo). Když se společnost rozpadla, založil druhou a začal vydávat vlastní časopis Nippon. Odjel do Berlína na olympijské hry v roce 1936 a odtud cestoval přímo do USA. Některé fotografie, které ve Státech pořídil, publikoval Life a v roce 1937 se stal prvním japonským fotografem, který získal smlouvu s tímto časopisem. Natori se vrátil do Japonska a Japonci ovládané Číny a během válečných let pracoval na různých japonských propagandistických orgánech, jako jsou Šanghaj a Kanton. Působil jako mentor pro Takamasu Inamuru. Pro týdeník Šúkan San Njúsu (週刊サンニュース) rekrutoval reportážního fotografa Šigeiči Nagana.
V roce 1947 Natori založil magazín Šúkan San Njúsu (Weekly Sun News), inspirovaný magazínem Life a podobnými západními časopisy (ačkoli vydávanými na podřadném papíře). To skončilo o dva roky později, kdy Natori upravoval a také fotografoval pro Iwanami Šašin Bunko (1950–1959). V padesátých letech podnikl řadu cest mimo Japonsko: v roce 1956 do Číny a v letech 1959 až 1962 každoročně do Evropy. Ke konci tohoto období fotografoval románské sochařství a architekturu.
Japonská společnost profesionálních fotografů sponzoruje výstavy zajímavé pro širokou veřejnost a od roku 2005 i fotografickou cenu Jónosuka Natoriho pro fotografy do 30 let.
Natori zemřel v Tokiu dne 23. listopadu 1962.

## Knihy od Natoriho a Natoriho díla
- Grosses Japan. Berlin: Karl Specht, 1937.
- Iwanami Šašin Bunko (岩波写真文庫). Tokio: Iwanami.
  - 5. Amerikadžin (アメリカ人). 1950.
  - 6. Amerika (アメリカ人). 1950.
  - 8. Šašin (写真). 1950.
  - 144. Nagano-ken: Šin-fudoki (長野県：新風土記). 1955.
  - 150. Wakajama-ken: Šin-fudoki (和歌山県：新風土記). 1955.
  - 153. óita-ken: Šin-fudoki (大分県：新風土記). 1955.
  - 156. Kanagawa-ken: Šin-fudoki (神奈川県：新風土記). 1955.
  - 164. Ehime-ken: Šin-fudoki (愛媛県：新風土記). 1955.
  - 170. Šiga-ken: Šin-fudoki (滋賀県：新風土記). 1955.
  - 173. Chiba-ken: Šin-fudoki (千葉県：新風土記). 1955.
  - 234. Okajama-ken: Šin-fudoki (岡山県：新風土記). 1957.
- Atarašii šašindžucu (新しい写真術). Foto Raiburarí 3. Tokio: Keijúša, 1955.
- Sunappu (スナップ). Asahi Camera Kóza. Tokio: Asahi Šinbunša, 1956.
- Kumi šašin no cukurikata (組写真の作り方). Tokio: Keijúša, 1956.
- Bakusekizan sekkuri (麦積山石窟). Tokio: Iwanami, 1957.
- Romanesuku: Seiyóbi no šigen (ロマネスク：西洋美の始源). Tokio: Keijúša, 1962. A collection of black and white photographs (and a tiny number of color photographs) of Romanesque architectural ornament, painting, statuary, etc. Text: Munemoto Yanagi (柳宗玄, Yanagi Munemoto) – text pouze v japonštině
- Ningen dóbucu mon'jó: Romanesuku bidžucu to sono šúhen (人間動物文様：ロマネスク美術とその周辺). Tokio: Keijúša, 1963. A collection of black and white photographs of Romanesque architectural ornament, painting, statuary, etc., as well as its Roman precursors. Text: Sahoko Cudži (辻佐保子, Cudži Sahoko) – text pouze v japonštině
- Šašin no jomikata (写真の読みかた). Iwanami Šinšo. Tokio: Iwanami, 1973.
- Natori Jónosuke no šigoto: Dainihon (名取洋之助の仕事＝大日本). Tokio: Seibu Bidžucukan, 1978.
- Amerika 1937 (アメリカ1937). Tokio: Kódanša, 1992. ISBN 4-06-205689-5.
- Natori Jónosuke (名取洋之助). Nihon no Šašinka. Tokio: Iwanami, 1998. ISBN 4-00-008358-9
- Doicu 1936-nen (ドイツ・1936年). Tokio: Iwanami, 2006. ISBN 4-00-008083-0

## Knihy o Natorim
- Išikawa Yasumasa (石川保昌). Hódó šašin no seišun džidai: Natori Jónosuke to nakamatači (報道写真の青春時代：名取洋之助と仲間たち). Tokio: Kódanša, 1991.
- Mikami Masahiko (三神真彦). Wagamama ippai Natori Jónosuke (わがままいっぱい名取洋之助). Tokio: Chikuma Šobó, 1988. ISBN 4-480-82243-7
- Nakaniši Teruo (中西昭雄). Natori Jónosuke no džidai (名取洋之助の時代). Tokio: Asahi Šinbunša, 1981.

## Další knihy s díly Natoriho
- Dokjumentarí no džidai: Natori Jónosuke, Kimura Ihee, Domon Ken, Džun Miki no šašin kara (ドキュメンタリーの時代：名取洋之助・木村伊兵衛・土門 拳・三木淳の写真から) / The Documentary Age: Photographs by Natori Jónosuke, Kimura Ihee, Domon Ken, and Miki Džun. Tokio: Tokijské muzeum fotografie, 2001. Katalog výstavy. Kniha reprodukuje 16 Natoriho fotografií z USA. Titulky v japonštině i angličtině, ostatní text pouze v japonštině.